# Charles O. Andrews
Charles O. Andrews (Ponce de Leon, 1877. március 7. – Washington, 1946. szeptember 18.) az Amerikai Egyesült Államok szenátora (Florida, 1936–1946).

## Élete
A floridai Ponce de Leonban született. A South Florida Military Institute-on tanult.

## Halála
1946-ban hunyt el Washingtonban. A Greenwood Cemetery temetőben helyezték örök nyugalomra.